# بئر ترسيب

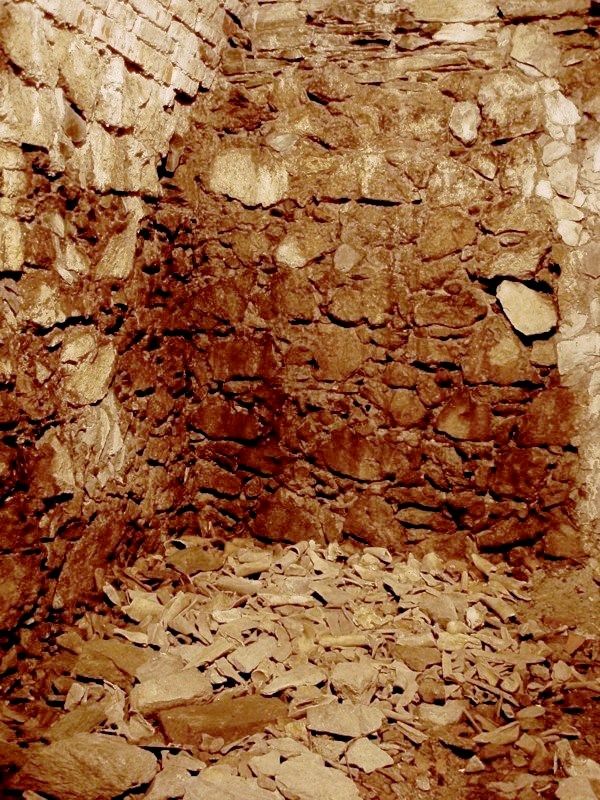
بئر ترسيب قديم وخالي في سلوفاكيا

بئر الترسيب أو بيارة صرف أو الترانش غرفة معزولة أو خزان تحت الأرض يستخدم في تجميع مياه الصرف الصحي والنفايات، وعلى عكس البالوعات فبئر الترسيب لا يكون له مصرف يجب أن يفرغ يدويا ولذلك تعتبر تكلفة صيانته كبيرة، ويعتبر بئر الترسيب هو النظام الأقدم من نظام الصرف الصحي.